# Щепаньский, Ян Юзеф
Ян Юзеф Щепаньский (пол. Jan Józef Szczepański; 20 января 1919, Варшава — 20 февраля 2003, Краков) — польский писатель
, репортёр, эссеист, переводчик, киносценарист, путешественник, общественно-политический деятель, президент Союза польских писателей (1980—1983) и Ассоциации польских писателей.

## Биография
Сын дипломата. По образованию востоковед.
Участник Второй мировой войны с сентября 1939 года, в 1941 году вступил в военную организацию Союз Ящериц (польск. Związek Jaszczurczy) (с 1942 года — Вооружённые силы Польши), до 1943 г. работал в разведке. Позже, в Армии Крайовой, с 1944 г. участвовал в партизанском движении. Этому периоду жизни посвятил свою военную прозу: повесть о Польской кампании вермахта в 1939 г. («Польская осень»), партизанские рассказы («Ботинки»). Военная тематика нашла отражение и в сценариях к фильмам Станислава Ружевича («Вестерплатте» и «Вольный город»), режиссёра Павла Коморовского «Явка на Сальваторе» (1967).
После окончания войны был связан с польским католическим «Универсальным еженедельником» (пол. Tygodnik Powszechny) (в 1947—1953 гг. был членом редакции). После введения в Польше военного положения власти распустила Союз польских писателей; Щепаньский был последним его председателем (этот период описал в книге «Каденция»).
Был активным скалолазом.
В 1955 году перевёл книгу Г. Ханта «Восхождение на Эверест» (польск. «Zdobycie Mount Everestu»).
Политик. Один из основателей оппозиционной демократической организации «Польское независимое соглашение». В 1978 году подписал декларацию о создании Общества научных курсов.
Переводил на польский язык прозу Джозефа Конрада и Грэма Грина, «Негритянские сказки».
Похоронен на Тынецком приходском кладбище.

## Награды
- Крест Армии крайовой
- Кавалер Ордена Возрождения Польши (1994)
- Командор Ордена Возрождения Польши (1997)
- Hemingway Foundation/PEN Award (1960)
- Премия Министерства культуры и искусства ПНР I степени за сценарий фильма «Вестерплатте» (1967)
- Премия Министерства обороны ПНР I степени за сценарий фильма «Вестерплатте» (1967)
- Литературная премия «Краковская книга месяца» (пол. Krakowska Książka Miesiąca) (1997)
- Литературная премия Польского ПЕН-клуба им. Яна Парандовского (2001)

## Избранная библиография
Проза
- Portki Odysa (повесть) Warszawa: Czytelnik, 1954
- Polska jesień (повесть) Kraków: Wydawnictwo Literackie (WL), 1955
- Buty i inne opowiadania (рассказы), Kraków: WL, 1956
- Pojedynek (повесть) Kraków: WL, 1957
- Tombakowy pierścionek i inne opowiadania (в соавт. рассказы), Warszawa: Czytelnik, 1957
- Dzień bohatera (рассказы) Warszawa: Czytelnik, 1959
- Zatoka białych niedźwiedzi (репортаж) Kraków: WL, 1960
- Motyl (рассказы) Warszawa: Czytelnik, 1962
- Do raju i z powrotem (репортажи), Warszawa: Czytelnik, 1964
  - Русский перевод: Ян Юзеф Щепанский. В рай и обратно. М.: Наука, гл. ред. вост. лит., 1967. 208 с. Эта книга примечательна необычным для стран советского блока доброжелательным отношением к Израилю.
- Czarne i białe (репортажи), Kraków: WL, 1965
- Ikar (повесть), Warszawa: Czytelnik, 1966
- Wyspa, Warszawa: Czytelnik, 1968
- Świat wielu czasów. Wrażenia z podróży do ameryki południowej, (путевые заметки) Kraków: WL, 1969
- Koniec westernu (репортажи), Warszawa: Czytelnik, 1971
- Opowiadania dawne i dawniejsze, (рассказы) Kraków: WL, 1973
- Rafa (рассказы), Warszawa: Czytelnik, 1974
- Przed nieznanym trybunałem (эссе), Warszawa: Czytelnik, 1975
- Kipu (повесть), Kraków: WL, 1978
- Autograf (рассказы), Warszawa: Czytelnik, 1979
- Trzy podróże (репортажи), Kraków: WL, 1981
- Trzy czerwone róże (рассказы), Kraków: Wydawnictwo Literackie, 1982
- Nasze nie nasze (репортажи), Kraków: Znak, 1984
- Kadencja (мемуары), Kraków: Oficyna Literacka, 1986
- Kapitan (повесть), Paryż: Libella, 1986
- Ultima thule (рассказы), Warszawa: Czytelnik, 1987
- Maleńka encyklopedia totalizmu, Kraków: Znak, 1990
- Historyjki (рассказы), Warszawa: Czytelnik, 1990
- Mija dzień (рассказы), Kraków: WL, 1994
- Jeszcze nie wszystko (рассказы), Kraków: Baran i Suszczyński
- Wszyscy szukamy (эссе), Warszawa: Biblioteka «Więzi», 1998
- Obiady przy świecach (сборник избранных рассказов), Rosner & Wspólnicy, 2003
- Dziennik (записки) T. I 1945—1956, Kraków: WL, 2009; T. II 1957—1963, Kraków: WL, 2011; T. III 1964—1972, Kraków: WL, 2014; T. IV 1973—1980, Kraków: WL, 2015 (ss. 728) ISBN 978-83-08-05483-3; T. V 1981—1989, Kraków: WL, 2017 (s. 896) ISBN 978-83-08-06309-5

Киносценарии
- «Вольный город» (1958)
- Едут гости, едут… / Jadą goście jadą… (1962)
- На мели / Na melinę (1965)
- Конюшня на Сальваторе (1967)
- «Вестерплатте» (1967)
- Майор Хубаль / Hubal (1973)
- Из далёкой страны / Z dalekiego kraju (1981)
- Жизнь за жизнь. Максимилиан Колбе / Życie za życie. Maksymilian Kolbe (1991)